# Jerzy Moszyński
Jerzy Moszyński herbu Nałęcz (ur. 24 kwietnia 1847 w Krakowie, zm. 24 stycznia 1924 w Woli Filipowskiej) – polski publicysta, konserwatysta, ziemianin, polityk i wydawca.

## Życiorys
Urodził się 24 kwietnia 1847 w rodzinie Piotra Moszyńskiego herbu Nałęcz (1800–1879) i jego drugiej żony Anny Malinowskiej herbu Ślepowron (1820–1889). Ukończył Gimnazjum św. Anny w Krakowie. W latach 1865–1869 studiował prawo na Uniwersytecie Jagiellońskim, uzupełniając studia w Wiedniu. W kwietniu 1871 uzyskał stopień doktora nauk prawnych na UJ. Gospodarował w majątku Łoniów odziedziczonym po ojcu, liczącym 2000 morgów (1150 ha). W swoim majątku zakładał kasy spółdzielcze. W 1897 wydał broszurę O sprawie kredytu włościańskiego. Równocześnie był przeciwnikiem podziału gospodarstw, wszelkiej samodzielnej aktywności chłopów i powszechnej oświaty szkolnej. W 1875 roku na 1 rok wstąpił do wojska austriackiego jako porucznik ułanów chcąc zamanifestować swoją całkowitą lojalność wobec cesarza wobec kryzysu bałkańskiego. W 1879 ubiegał się o miejsce w wyborach do Rady Państwa skutecznie zablokowali jego kandydaturę Mikołaj Zyblikiewicz i Artur Potocki. W 1883 bezskutecznie kandydował także do Sejmu Krajowego Galicji. Poróżniony i skłócony z konserwatystami krakowskimi w 1905 planował założyć stronnictwo katolickie. W 1905 brał udział w powoływaniu do życia Stronnictwa Polityki Realnej, ale nie wszedł do władz Stronnictwa. Ogłosił szereg rozpraw polemicznych i listów w obronie zasad konserwatywno-klerykalnych, wydał 100 książek własnym nakładem. Nieco dłużej publikował w Głosie Narodu i Przeglądzie Katolickim. Był zwolennikiem absolutyzmu, zwalczał nacjonalizm, przypisywał ogromną rolę religii, żądał zwiększenia uprawnień kościoła katolickiego. Po 1914 publikował mniej, ale nadal w swoich publikacjach zwalczał demokrację, krytykował konstytucję i projekty reformy rolnej. W 1922 opublikował list otwarty do gen. Józefa Hallera nawołując go do zamachu stanu i zaprowadzenia rządów klerykalno-ziemiańskich. Uważany za dziwaka i maniaka, jednoosobowe stronnictwo podziwiany jednak za nieustępliwość przekonań.
W sierpniu 1923 sporządził testament w którym zapisał 15 000 książek z rodzinnej biblioteki dla KUL. 20 000 grafik nakazał sprzedać i pieniądze przekazać na cele dobroczynne. Zmarł w Woli Filipowskiej pod Krakowem, pochowany został na cmentarzu Rakowickim.

## Życie prywatne
Starszy brat Jerzego Emanuel Ignacy (1843–1863) zginął w powstaniu styczniowym w bitwie pod Miechowem. Jerzy ożenił się w 1872 ze Stefanią Cielecką (1854–1912), z którą po kilku latach znalazł się w separacji. Z tego małżeństwa na świat przyszło troje dzieci. Syn Stefan (1873–1913), drugi z synów Stanisław (1875–1907) został księdzem, a córka  Maria (1878–1930) nie wyszła za mąż, zmarła bezpotomnie. Wobec przedwczesnej śmierci obu synów, wykonawcą testamentu Jerzy Moszyński uczynił wnuka Emanuela (ur. 1902), który poległ w bitwie o Monte Cassino w 1944 i spoczywa na polskim cmentarzu wojennym.